# Gemeentelijke herindelingsverkiezingen in Nederland 2008
De Gemeentelijke herindelingsverkiezingen in Nederland 2008 waren tussentijdse verkiezingen voor een Nederlandse gemeenteraad die gehouden werden op 19 november 2008.
Deze verkiezingen werden gehouden in vier gemeenten die betrokken waren bij een herindelingsoperatie die op 1 januari 2009 werd doorgevoerd.
De volgende gemeenten waren bij deze verkiezingen betrokken:
- de gemeenten Bennebroek en Bloemendaal: samenvoeging tot een nieuwe gemeente Bloemendaal[1];
- de gemeenten Alkemade en Jacobswoude: samenvoeging tot een nieuwe gemeente Kaag en Braassem.[2]

In deze gemeenten zijn de reguliere gemeenteraadsverkiezingen van 3 maart 2010 niet gehouden.
Door deze herindelingen daalde het aantal gemeenten in Nederland van 443 naar 441.